# Socket G2
Le socket G2, également connu sous le nom de rPGA 988B, est le socket CPU d'Intel utilisé avec sa gamme de Core i7 mobile, le successeur de la gamme Core 2, ainsi qu'avec plusieurs processeurs pour PC portables Core i5 et Core i3. Il est basé sur l’architecture Sandy Bridge et Ivy Bridge. Comme son prédécesseur, le socket G1, il ne peut fonctionner qu’en mode mémoire double canal, mais avec des débits de données allant jusqu’à 1600 MHz (par opposition au mode triple canal qui est unique à la plate-forme LGA 1366 et aux sockets Xeon suivants). Les processeurs pour Socket G2 sont également connus sous le nom de processeurs à socket FCPGA988, et doivent être compatibles au niveau des broches avec le PPGA988.
Bien que presque toutes les cartes mères utilisant ce socket soient destinées à des produits mobiles comme les ordinateurs portables, il existe quelques cartes de PC de bureau qui l’utilisent. Supermicro, par exemple, a produit un certain nombre de cartes mères mini ITX en utilisant le chipset QM77.

## Spécifications techniques
- Broches disposées sur une grille de 35 × 36 (il est incompatible avec le socket G1 en raison du placement différent d’une broche)
- Grille de taille 18 × 15 retirée du centre
- Utilisation d’un mécanisme de rétention actionné par came
- Le r de rPGA fait référence à un pas réduit qui est de 1 mm × 1 mm dans cette conception de socket[4].

Le rPGA 989 (comme indiqué à droite) est un socket qui peut prendre en charge les processeurs à Socket G1 (rPGA988A) ou à Socket G2 (rPGA988B).
Mémoire prise en charge :
- Mémoire DDR3 SO-DIMM (1066-1333 MHz, Sandy Bridge) ; la DDR3\DDR3L 1600 peut fonctionner sans optimisation de la puissance DDR3L et avec une vitesse d’horloge de 1333 MHz.
- Mémoire DDR3\DDR3L SO-DIMM (1066-1600 MHz, Ivy Bridge).